# Кюнц, Мартина
Мартина Кюнц (нем. Martina Kuenz, р. 1 ноября 1994) — австрийская спортсменка, борец вольного стиля, призёр чемпионатов мира и Европы.

## Биография
Родилась в 1994 году. В 2013 году заняла 14-е место на чемпионате Европы. В 2014 году заняла 8-е место на чемпионате Европы. В 2015 году заняла 5-е место на Европейских играх, и 9-е — на чемпионате мира. В 2017 году заняла 10-е место на чемпионате Европы, и 5-е — на чемпионате мира. В 2018 году стала бронзовой призёркой чемпионата Европы.
На чемпионате Европы в Бухаресте, в апреле 2019 года, завоевала серебряную медаль.
В апреле 2025 года на чемпионате Европы в Братиславе в весовой категории до 76 кг завоевала бронзовую медаль. В схватке за третье место одолела соперницу из Италии Энрику Ринальди.